# West-Saksisch voetbalkampioenschap 1920/21
In 1920/21 werd het negende voetbalkampioenschap van West-Saksen gespeeld, dat georganiseerd werd door de Midden-Duitse voetbalbond.
Konkordia Plauen werd kampioen en plaatste zich voor de Midden-Duitse eindronde. De club werd zesde op zeven deelnemers. 

## Kreisliga
| Plaats | Club                        | Wed. | W  | G | V  | Saldo | Ptn.  |
| ------ | --------------------------- | ---- | -- | - | -- | ----- | ----- |
| 1.     | SV Konkordia Plauen         | 16   | 13 | 2 | 1  | 48:06 | 28:04 |
| 2.     | SuBC Plauen                 | 16   | 11 | 3 | 2  | 49:15 | 25:07 |
| 3.     | 1. Vogtländischer FC Plauen | 16   | 7  | 2 | 7  | 31:34 | 16:16 |
| 4.     | VfB 1907 Glauchau           | 16   | 6  | 4 | 6  | 24:43 | 16:16 |
| 5.     | SpVgg 06 Falkenstein        | 16   | 7  | 1 | 8  | 39:31 | 15:17 |
| 6.     | Zwickauer SC                | 16   | 7  | 1 | 8  | 27:24 | 15:17 |
| 7.     | SpVgg 09 Plauen             | 16   | 5  | 4 | 7  | 19:30 | 14:18 |
| 8.     | VfB Plauen                  | 16   | 3  | 3 | 9  | 12:34 | 09:21 |
| 9.     | SpVgg Meerane 1907          | 16   | 1  | 2 | 12 | 13:45 | 04:26 |

|  | Kampioen, geplaatst voor Midden-Duitse eindronde |